# District d'Ibo (Mozambique)
Le district d'Ibo est une subdivision administrative de la province de Cabo Delgado au nord du Mozambique. En 2015, sa population est de 11 742 habitants.

## Source de la traduction
- (en) Cet article est partiellement ou en totalité issu de l’article de Wikipédia en anglais intitulé « Ibo District » (voir la liste des auteurs).